# Brandnetelklokje
Het brandnetelklokje (Calyptella capula) is een schimmel behorend tot het geslacht Calyptella. Hij komt voor op de stengel van brandnetel (Urtica), maar ook andere  kruidachtige planten of op bladeren. Op eenzelfde stengel zowel witte, gele als grijze vruchtlichamen naast elkaar worden aangetroffen.

## Kenmerken

### Uiterlijke kenmerken
Kenmerkend voor alle brandnetelklokjes zijn de kleine, kelkvormige vruchtlichamen die aan een korte steel vanaf hun substraat naar beneden hangen. Het geheel is nog geen centimeter lang, en de kelkjes zijn nog geen 5 mm in diameter; meestal groeien ze in zwermen, waardoor ze ondanks hun geringe grootte toch behoorlijk op kunnen vallen. Hun kleur kan variëren tussen wit, geel en grijs, en is geen onderscheidend determinatiekenmerk. Soms komen alle kleurvarianten op een en dezelfde stengel voor. 

### Microscopische kenmerken
Het zijn basidiomyceten, en de sporenmaat is van belang voor het onderscheiden van de individuele soorten. De sporen zijn nogal variabel in vorm en grootte, dunwandig, hyaliene, niet-amyloïde, glad, meestal appelpitvormig en ongeveer 6-9 × 4-6 µm, volgens de literatuur soms nog aanzienlijk groter. De basidia zijn aanvankelijk cilindrisch, verdikt door de jaren heen, vier sporen, met gespen en meten 20-25 (-30) × 6-8 (-9) µm. Hyfen zijn 3,2–16 μm dik. Hyfenwanden kleurloos tot lichtgrijs, niet-amyloïde.

## Verspreiding
In Nederland komt hij algemeen voor. Hij staat niet op de rode lijst en is niet bedreigd.